# (18367) 1991 FS1
(18367) 1991 FS1 là một tiểu hành tinh vành đai chính. Nó được phát hiện bởi Henri Debehogne ở Đài thiên văn La Silla ở Chile ngày 17 tháng 3 năm 1991.